# Else Meidner

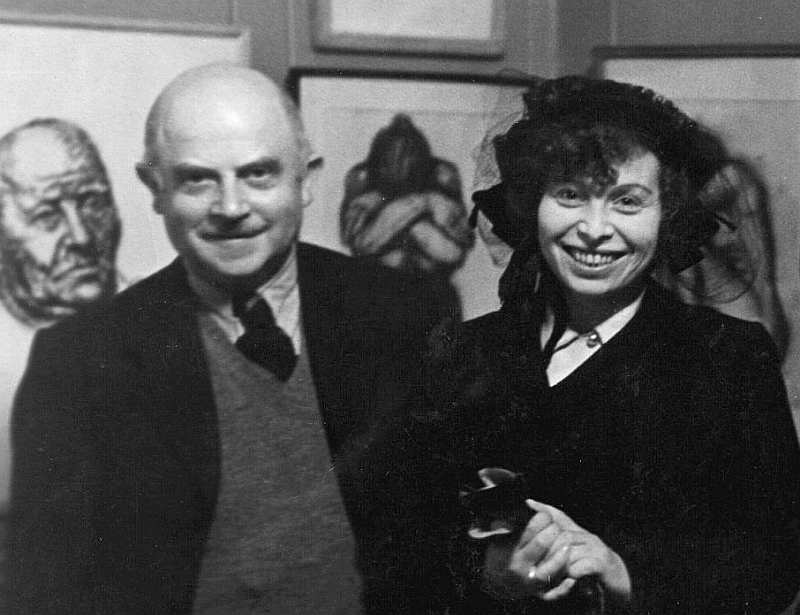
Else Meidner mit ihrem Ehemann Ludwig Meidner bei der Eröffnung der gemeinsamen Ausstellung in der Ben Uri Gallery (Ausschnitt), 1949

Else Meidner, geb. Meyer (* 2. September 1901 in Berlin; † 7. Mai 1987 in London) war eine deutsche Grafikerin und Malerin.

## Leben
Else Meidner entstammt einer wohlhabenden jüdischen Familie. Gegen den Widerstand der Eltern entscheidet sie sich für ein Kunststudium und zeigt sich so talentiert, dass Käthe Kollwitz und Max Slevogt auf sie aufmerksam werden und sie fördern. Auch der Maler Ludwig Meidner, in der Künstlerszene bereits eine Größe und doppelt so alt wie sie, erkennt ihr Talent und verliebt sich in sie; 1927 heiraten beide, wobei die Trauung von Leo Baeck vollzogen wird.
Zunächst noch im Schatten ihres Mannes stehend, entwickelt Else Meidner bald einen eigenen charakteristischen Stil, der dem Expressionismus zuzurechnen ist, zunächst in ihren Zeichnungen, dann auch bei den Gemälden, wobei sie neben Porträts und Selbstporträts auch Landschaften und Stillleben als Themen wählt. 1933 erhält die Jüdin Berufsverbot, 1939, wenige Tage vor Kriegsbeginn, emigrieren beide, nachdem sie ihren Sohn David bereits vorgeschickt haben, nach London. Dort findet sie zwar wieder zu einem farbenfroheren Stil, die 137 Gemälde und über tausend Zeichnungen, die sie anfertigt, bleiben jedoch, bis auf einige kleinere Ausstellungen, zu ihren Lebzeiten weitgehend unbeachtet.
Erst Jahre nach ihrem Tod wird ihre Kunst wiederentdeckt. 2002 präsentierte das Jüdische Museum Frankfurt ihre Arbeiten gemeinsam mit denen ihres Mannes.